# Kumite féminin moins de 53 kg
Le kumite individuel féminin moins de 53 kg est une épreuve sportive individuelle opposant dans un combat des karatékas féminines pesant moins de 53 kg. Cette épreuve a été disputée depuis 1982 pour les Championnats du monde de karaté et les Championnats d'Europe de karaté.

## Championnes

### Championnes d'Europe
Cette section liste les championnes d'Europe de cette catégorie.

### Championnes du monde
Cette section liste les championnes du monde de cette catégorie.
- 1982 :  Sophie Berger
- 1984 :  Sophie Berger
- 1986 :  Sari Kauria
- 1988 :  Yuko Hasama
- 1990 :  Yuko Hasama
- 1992 :  C. Machin
- 1994 :  Sari Laine
- 1996 :  T. Larsson
- 1998 :  Hiromi Hasama
- 2000 :  Hiromi Hasama
- 2002 :  Kora Knuehmann
- 2004 :  Tomoko Araga
- 2006 :  Tomoko Araga
- 2008 :  Natsuki Fujiwara